# لوك تيتنسور
لوك تيتنسور (بالإنجليزية Elliott Tittensor؛ مواليد 3 نوفمبر 1989) ممثل إنجليزي. اشتهر بلعب دور كارل غالاغر في المسلسل الكوميدي الدرامي على القناة الرابعة البريطانية وقح (وهو دور شاركه مع شقيقه التوأم إليوت تيتنسور) ودوره في دور داز إيدن في إميرديل.

## وصلات خارجية
- لوك تيتنسور على موقع IMDb (الإنجليزية)
- لوك تيتنسور على موقع قاعدة بيانات الفيلم (الإنجليزية)

 (بالإنجليزية)